# Cenatio rotunda

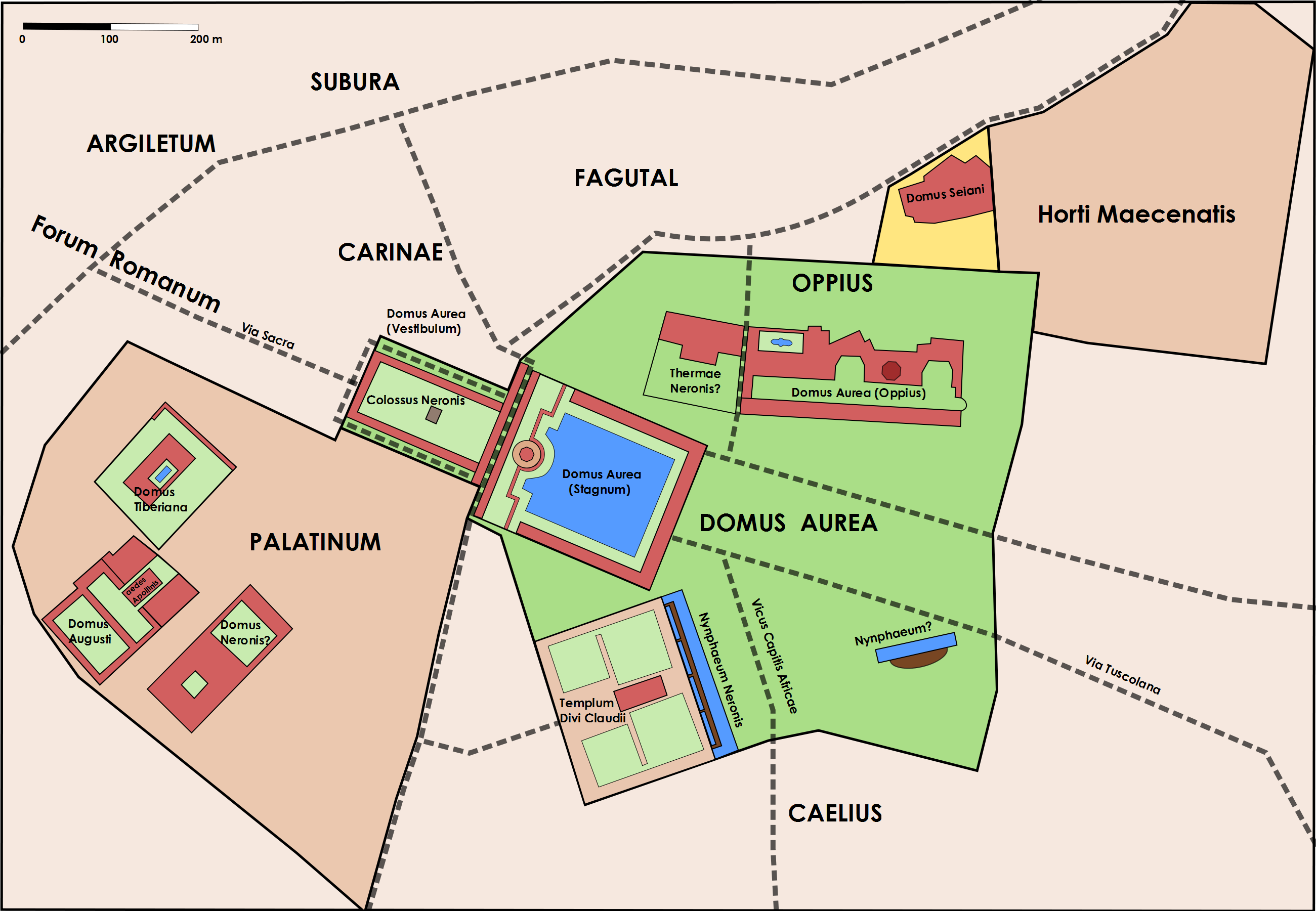
Plan général de la Domus aurea de Néron

La cenatio rotunda est une salle à manger tournante aménagée dans la Maison dorée (Domus aurea) de Néron, dont il avait ordonné la construction après le grand incendie de Rome de 64.
Cette salle à manger, située au sommet d'une tour de plus de 20 mètres de haut, comportait un plancher mobile qui pouvait pivoter lentement, afin d'offrir aux convives une vue panoramique sur la ville et le reste de la Domus aurea, qui couvrait environ deux kilomètres carrés.

## Caractéristiques

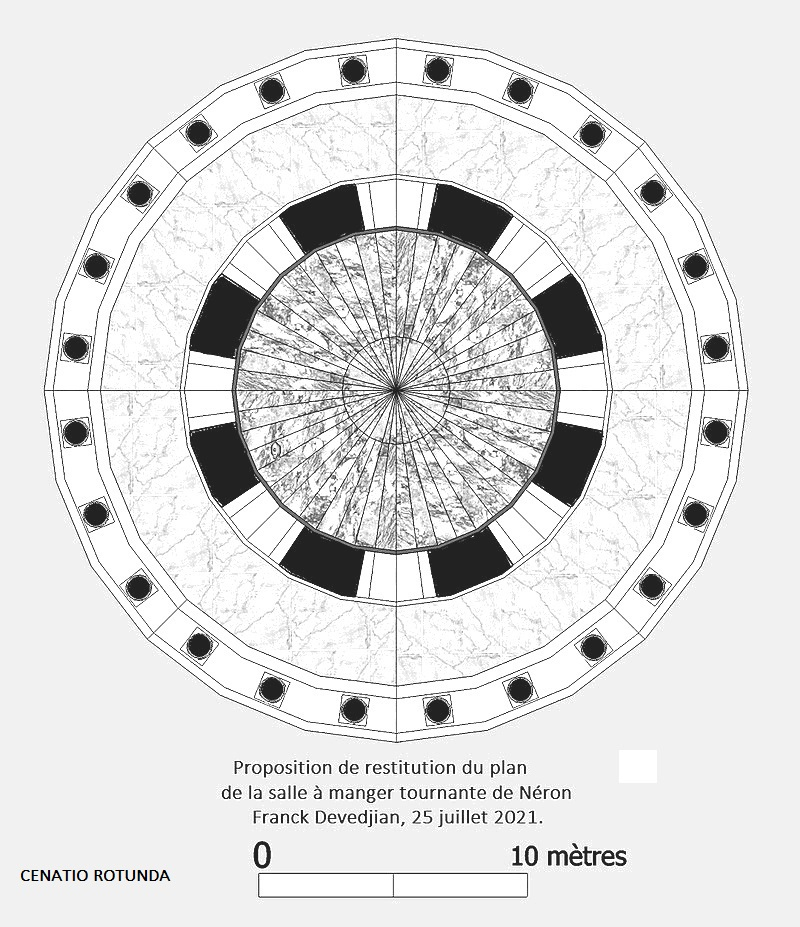
Proposition de restitution du plan de la Cenatio rotunda

### Découverte archéologique
La cenatio rotunda a été retrouvée en 2009 sur le Palatin, dans le secteur de la Vigna Barberini, par l'archéologue française Françoise Villedieu. Lors de la découverte, seul le premier cercle concentrique a été retrouvé, et la compréhension de la salle mouvante acquise. En 2014, grâce à la poursuite des fouilles, le deuxième cercle externe est identifié : la superficie  du complexe est désormais deux fois plus importante. 
Cette salle unique en son genre reposait sur un pilier central de quatre mètres de diamètre, relié par huit arcs en plein cintre à une enveloppe cylindrique de plus de deux mètres d'épaisseur, sur deux étages.
Une partie de l'édifice, découverte lors des fouilles, laisse entrevoir les vestiges du mécanisme permettant à la plate-forme de tourner grâce à une force hydraulique. Cette plate-forme tournante, composée d'un plancher circulaire pivotant sur le pilier central, était montée sur des galets métalliques graissés jouant le rôle de roulements à rouleaux.

### Un complexe lié à Hélios-Apollon
L'échelle de l'ensemble du complexe circulaire n'est que d'une taille moitié moindre que le plan du Panthéon de Rome, ce qui permet d'en mieux comprendre l'importance.  
Il semble logique qu'une colonnade circulaire ait été aménagée à l'extérieur. Au centre de la construction se trouvait la salle à manger tournante, encadrée par de solides murs, et non pas par de simples colonnes, ce qui permettait de protéger les convives du vent et de la chaleur du soleil. En somme, une pièce centrale avec huit ouvertures suivant les points cardinaux, pour admirer la vue au loin. Au centre, en hauteur, une coupole a certainement été réalisée, avec ouverture zénithale, symbole du Soleil (Hélios). Néron étant follement épris de l'art grec, cette salle à manger reprenait en fait le plan d'une Tholos grecque. 
La fonction de l'ensemble n'était pas seulement divertissante, avec la vue offerte sur tout Rome. En effet, il semble que la Cenatio rotunda, qui possède un plan circulaire, soit placée sous le signe d'Hélios-Apollon, dont Néron se revendiquait. Cette pièce était ainsi un résumé de l'Univers. Le fait que dans la restitution proposée du plan de l'édifice, 24 colonnes puissent prendre place dans le pourtour est un indice qui peut faire songer aux 24 heures du jour. 
La vue depuis la Cenatio rotunda était aussi particulièrement éloquente : on découvrait en effet la cour du grand vestibule de la Domus Aurea, avec la statue colossale de Néron en bronze, d'environ 30 mètres de haut. Peut-être même que cette statue de l'empereur - véritable prouesse technique exceptionnelle - était axée par rapport à la salle à manger, puisque l'emplacement du bâtiment est situé à peu près dans l'axe du milieu de l'ancien grand portique du Vestibule. Cela enrichirait encore le discours solaire et apollinien. 

### Schémas proposés de restitution

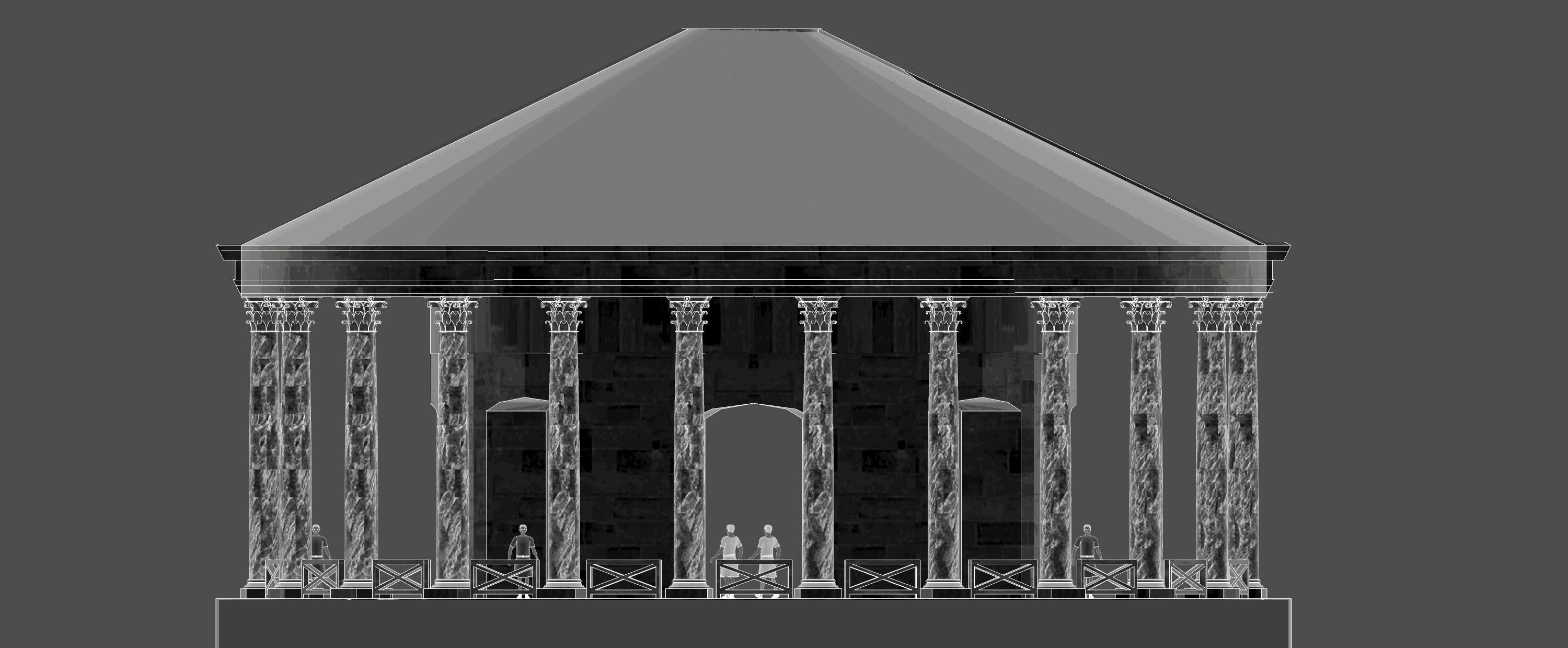
Proposition de restitution de l'élévation extérieure de la Cenatio rotunda
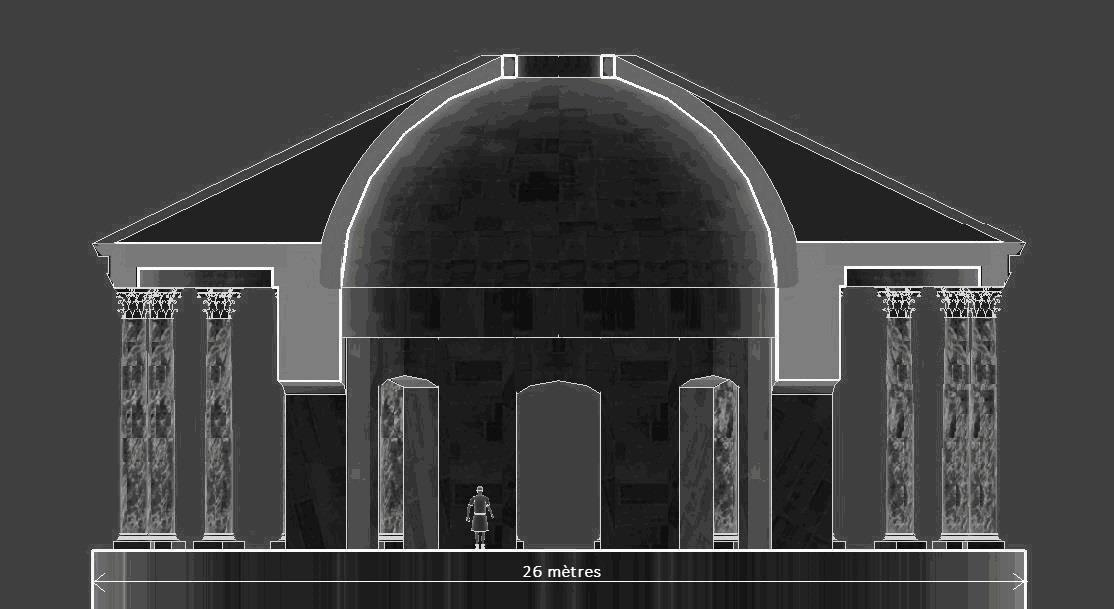
Coupe proposée de la Cenatio rotunda
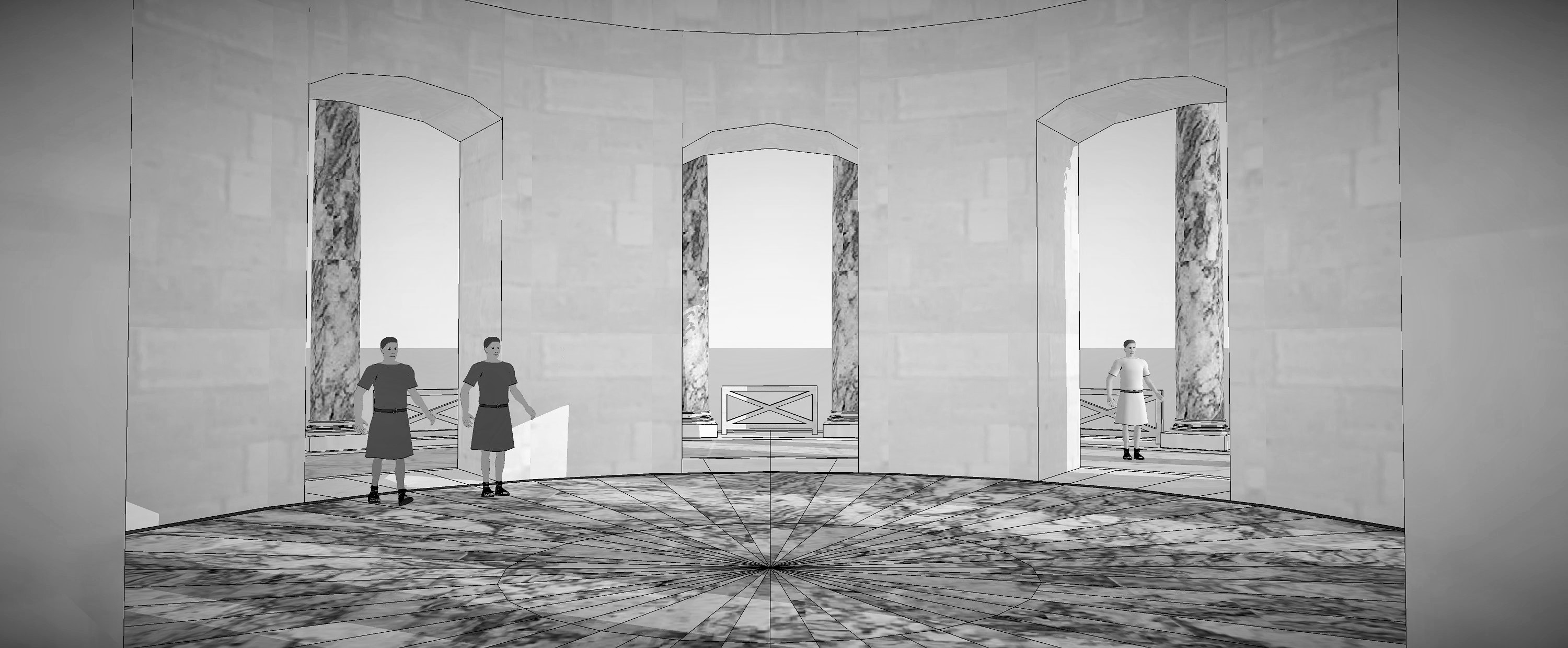
Schéma 3D de l'intérieur de la Cenatio rotunda
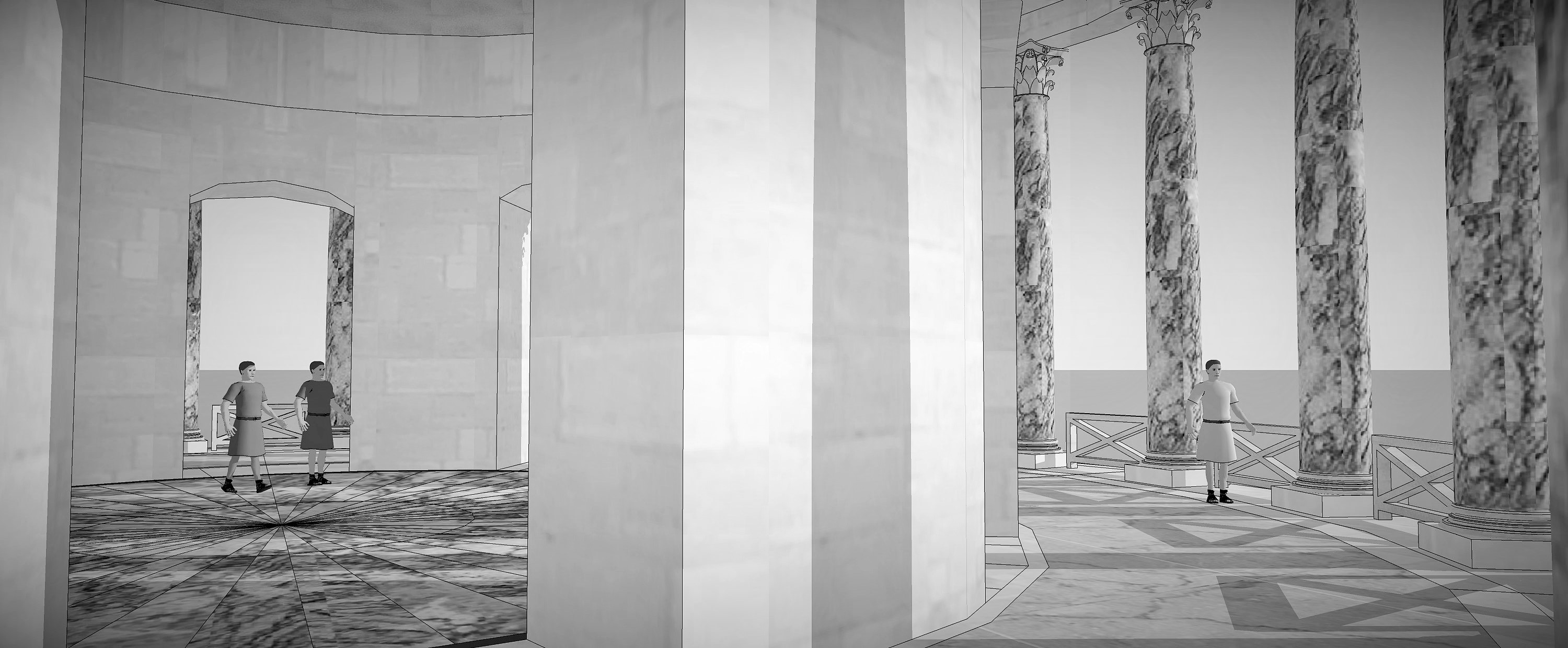
Vue restituée depuis la colonnade extérieure sur le paysage de Rome.
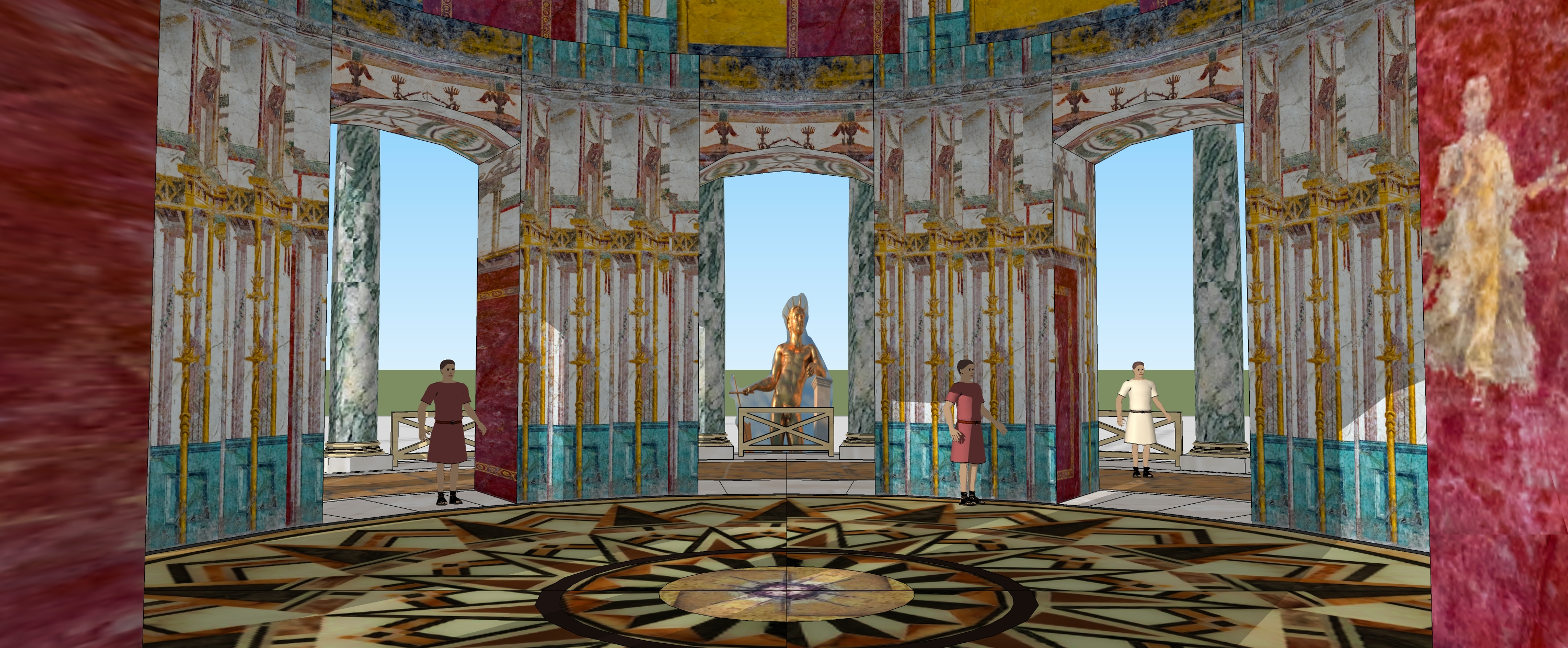
Evocation de la splendeur de la Cenatio rotunda